# Liga Distrital de San Isidro 2012
La edición del 2013 de la Primera División de la Liga distrital de San Isidro  participaron 14 equipos y es el primer torneo que estos equipos disputan para aspirar llegar al Campeonato Descentralizado 2013 o al Torneo de Segunda División 2013.
El campeonato se jugó con el sistema de todos contra todos. Finalmente Lima Cricket, Ciclista Lima F.C. y Regatas Lima fueron los clasificados al Interligas de Lima 2012. El Club  ADFM River Plate e Residencial Santa Cruz pierden la categoría y desciende a la Segunda División Distrital de San Isidro temporada 2013.

## Tabla de posiciones
- 1) Lima Cricket                        31 (+23) - Campeón, clasificado Interligas 2012
- 2) Ciclista Lima F.C.  28 (+43) - Subcampeón, clasificado Interligas 2012
- 3) Regatas Lima                       27 (+29) - Tercero, clasificado Interligas 2012
- 4) Deportivo Alma Mater                26 (+36)
- 5) Circolo Sportivo Italiano           25 (+24)
- 6) Gardenias FC                        18 (+7)
- 7) Orrantia Real Club                  18 (-18)
- 8) Universidad Católica                14 (0)
- 9) Univ. Garcilaso de la Vega          14 (-2)
- 10) Real Club de Lima                  14 (-16)
- 11) Deportivo El Palomar               10 (-17)
- 12) Deportivo Apremasur                 6 (-57)
- 13) Residencial Santa Cruz              3 (-24) - descienden, Segunda División Distrital de San Isidro 2013.
- 14) ADFM River Plate                    0 - descienden, Segunda División Distrital de San Isidro 2013.

| Perú                          |
| Campeón                       |
| Lima Cricket F.C. 1.er título |